# Symplectoscyphus bathyalis
Symplectoscyphus bathyalis är en nässeldjursart som beskrevs av Vervoort 1972. Symplectoscyphus bathyalis ingår i släktet Symplectoscyphus och familjen Sertulariidae. Inga underarter finns listade i Catalogue of Life.